# UEFA Conference League 2025-2026 (qualificazioni)
La fase di qualificazione della UEFA Conference League 2025-2026 si disputa tra l'8 luglio e il 28 agosto 2025. Partecipano a questa prima fase della competizione 157 club: ventiquattro di essi si qualificheranno alla successiva fase campionato, composta da 36 squadre.

## Date
| Turno         | Sorteggio             | Andata               | Ritorno           |
| ------------- | --------------------- | -------------------- | ----------------- |
| Primo turno   | 17 giugno 2025 (Nyon) | 8-10 luglio 2025     | 16-17 luglio 2025 |
| Secondo turno | 18 giugno 2025 (Nyon) | 22-23-24 luglio 2025 | 29-31 luglio 2025 |
| Terzo turno   | 21 luglio 2025 (Nyon) | 5-7 agosto 2025      | 13-14 agosto 2025 |
| Spareggi      | 4 agosto 2025 (Nyon)  | 21 agosto 2025       | 27-28 agosto 2025 |

## Squadre

### PercorsoCampioni
Il Percorso Campioni comprende tutte le squadre vincitrici dei rispettivi campionati di lega che vengono eliminate dalla fase di qualificazione della Champions League, così suddivise:
- Secondo turno di qualificazione (12 squadre): 12 delle 14 perdenti del Primo turno UCL (le restanti due riceveranno un bye per accedere direttamente al terzo turno di qualificazione).
- Terzo turno di qualificazione (8 squadre): 7 squadre vincenti del secondo turno di qualificazione e 2 eliminate dal Primo turno UCL che hanno ricevuto un bye.
- Spareggi (10 squadre): 4 squadre vincenti del terzo turno di qualificazione e 6 squadre eliminate dal Terzo turno UEL.

| Legenda                                                 | Legenda         | Legenda                         | Legenda |
| ------------------------------------------------------- | --------------- | ------------------------------- | ------- |
| I club vincitori del terzo turno avanzano agli spareggi |                 |                                 |         |
| I club sconfitti nel secondo turno                      | nel terzo turno | e negli spareggi sono eliminati |         |

| Squadre         | Coeff  |
| --------------- | ------ |
| RFS Riga        | 11.000 |
| Drita           | 9.000  |
| Breiðablik      | 9.000  |
| Ħamrun Spartans | 6.000  |
| Noah            | 5.000  |
| Shelbourne      | 2.993  |

| Squadre       | Coeff |
| ------------- | ----- |
| Víkingur Gøta | 4.000 |
| Virtus        | 1.500 |

| Squadre         | Coeff  |
| --------------- | ------ |
| Olimpia Lubiana | 17.375 |
| Žalgiris        | 12.000 |
| The New Saints  | 9.000  |
| Linfield        | 8.500  |
| Budućnost       | 8.000  |
| Inter Escaldes  | 7.500  |
| Levadia Tallinn | 6.500  |
| Dinamo Minsk    | 6.000  |
| Milsami Orhei   | 5.500  |
| Differdange 03  | 5.000  |
| Iberia 1999     | 4.500  |
| Egnatia         | 2.500  |

| Squadre       | Coeff |
| ------------- | ----- |
| Víkingur Gøta | 4.000 |
| Virtus        | 1.500 |

| Squadre         | Coeff  |
| --------------- | ------ |
| Olimpia Lubiana | 17.375 |
| Žalgiris        | 12.000 |
| The New Saints  | 9.000  |
| Linfield        | 8.500  |
| Budućnost       | 8.000  |
| Inter Escaldes  | 7.500  |
| Levadia Tallinn | 6.500  |
| Dinamo Minsk    | 6.000  |
| Milsami Orhei   | 5.500  |
| Differdange 03  | 5.000  |
| Iberia 1999     | 4.500  |
| Egnatia         | 2.500  |

### PercorsoPiazzate
Il Percorso Piazzate comprende tutte le squadre non-campioni del proprio campionato, così suddivise:
- Primo turno di qualificazione (52 squadre): 52 squadre qualificate che entrano in questo turno.
- Secondo turno di qualificazione (88 squadre): 54 squadre direttamente qualificate a questo turno, 8 squadre eliminate dal Primo turno UEL e 26 vincitrici del primo turno di qualificazione UCOL.
- Terzo turno di qualificazione (52 squadre): 8 squadre eliminate dal Secondo turno UEL e 44 vincitrici del secondo turno di qualificazione UCOL.
- Spareggi (38 squadre): 5 squadre direttamente qualificate a questo turno, 7 squadre eliminate dal Terzo turno UEL e 26 vincitrici del terzo turno di qualificazione UCOL.

| Legenda                                                        | Legenda             | Legenda                        | Legenda |
| -------------------------------------------------------------- | ------------------- | ------------------------------ | ------- |
| I club vincitori del terzo turno avanzano al turno di spareggi |                     |                                |         |
| I club sconfitti nel primo turno,                              | nel secondo turno e | nel terzo turno sono eliminati |         |

| Squadre        | Coeff  |
| -------------- | ------ |
| Fiorentina     | 62.000 |
| Šachtar        | 52.000 |
| Legia Varsavia | 31.000 |
| Crystal Palace | 23.039 |
| CFR Cluj       | 19.000 |
| Rayo Vallecano | 18.890 |
| Magonza        | 17.266 |
| Strasburgo     | 14.618 |
| Wolfsberger    | 11.500 |
| Servette       | 9.500  |
| Fredrikstad    | 7.937  |
| Häcken         | 7.000  |

| Squadre          | Coeff  |
| ---------------- | ------ |
| Anderlecht       | 28.250 |
| Sheriff Tiraspol | 20.000 |
| Lugano           | 19.250 |
| Beşiktaş         | 15.000 |
| Celje            | 14.000 |
| Baník Ostrava    | 8.820  |
| Hibernian        | 7.110  |
| Levski Sofia     | 4.500  |

| Squadre             | Coeff  |
| ------------------- | ------ |
| AZ Alkmaar          | 54.500 |
| Rapid Vienna        | 32.250 |
| Sparta Praga        | 29.500 |
| İstanbul Başakşehir | 23.000 |
| Partizan            | 22.000 |
| Maccabi Haifa       | 18.000 |
| Shamrock Rovers     | 17.875 |
| Omonia              | 17.375 |
| Hapoel Be'er Sheva  | 16.500 |
| Jagiellonia         | 14.000 |
| Santa Clara         | 12.453 |
| Astana              | 12.000 |
| Charleroi           | 11.370 |
| Hajduk Spalato      | 10.000 |
| Riga FC             | 10.000 |
| Maribor             | 9.500  |
| AEK Atene           | 9.500  |
| Spartak Trnava      | 8.500  |
| Ballkani            | 8.000  |
| Raków Częstochowa   | 8.000  |
| Rosenborg           | 7.937  |
| Viking              | 7.937  |
| Arīs Salonicco      | 7.862  |
| Ararat-Armenia      | 7.500  |
| Austria Vienna      | 7.500  |
| Vaduz               | 7.500  |
| Dundee Utd          | 7.110  |
| Brøndby             | 7.000  |
| Silkeborg           | 6.796  |
| Losanna             | 6.725  |
| Puskás Akadémia     | 6.500  |
| U Craiova           | 6.500  |
| Beitar Gerusalemme  | 6.325  |
| HB Tórshavn         | 6.000  |
| Sarajevo            | 6.000  |
| Arīs Limassol       | 5.507  |
| Hammarby            | 5.500  |
| Hibernians          | 5.500  |
| AIK                 | 5.425  |
| Varaždin            | 5.405  |
| Radnički Kragujevac | 5.100  |
| Novi Pazar          | 5.100  |
| Žilina              | 5.000  |
| Oleksandrija        | 4.880  |
| Polіssja Žytomyr    | 4.880  |
| Győri ETO           | 4.800  |
| Paks                | 4.800  |
| U Cluj              | 4.650  |
| FC Košice           | 4.250  |
| Sabah               | 4.000  |
| Zirə                | 4.000  |
| Černo More Varna    | 3.975  |
| Arda Kărdžali       | 3.975  |
| Araz                | 3.925  |
| Ilves               | 3.000  |
| Zimbru Chișinău     | 3.000  |
| Aqtöbe              | 3.000  |
| KA Akureyri         | 2.704  |
| Prishtina           | 2.500  |
| Dungannon Swifts    | 1.666  |
| Banga Gargždai      | 1.650  |
| Dinamo City         | 1.575  |
| UNA Strassen        | 1.375  |
| Spaeri              | 1.325  |

| Squadre              | Coeff  |
| -------------------- | ------ |
| Borac Banja Luka     | 13.625 |
| HJK                  | 12.500 |
| Flora Tallinn        | 11.500 |
| KÍ Klaksvík          | 11.000 |
| Víkingur             | 10.750 |
| P'yownik             | 8.500  |
| Petrocub Hîncești    | 8.500  |
| Larne                | 7.000  |
| Paide                | 7.000  |
| F91 Dudelange        | 7.000  |
| Partizani Tirana     | 6.500  |
| St Patrick's         | 5.500  |
| La Fiorita           | 5.500  |
| Sutjeska             | 5.500  |
| Vllaznia             | 5.000  |
| Kauno Žalgiris       | 5.000  |
| Ordabasy             | 4.500  |
| Floriana             | 4.500  |
| Koper                | 4.068  |
| Urartu               | 4.000  |
| Tarpeda-BelAZ        | 4.000  |
| St Joseph's          | 4.000  |
| Dila Gori            | 4.000  |
| Dečić                | 4.000  |
| FC Santa Coloma      | 4.000  |
| Dinamo Brėst         | 4.000  |
| Auda Ķekava          | 3.500  |
| Nëman                | 3.500  |
| FCB Magpies          | 3.500  |
| Atlètic Escaldes     | 3.500  |
| T'orp'edo Kutaisi    | 3.000  |
| Valur                | 3.000  |
| Tre Fiori            | 3.000  |
| Željezničar          | 2.606  |
| Cliftonville         | 2.500  |
| Birkirkara           | 2.500  |
| RU Luxembourg        | 2.500  |
| Sileks Kratovo       | 2.500  |
| BFC Daugavpils       | 2.450  |
| Malisheva            | 2.408  |
| SJK                  | 2.350  |
| NSÍ Runavík          | 2.150  |
| Hegelmann            | 1.650  |
| Kalju Nõmme          | 1.591  |
| Haverfordwest County | 1.500  |
| Penybont             | 1.358  |
| Vardar               | 1.233  |
| Rabotnički           | 1.233  |

| Squadre          | Coeff  |
| ---------------- | ------ |
| Anderlecht       | 28.250 |
| Sheriff Tiraspol | 20.000 |
| Lugano           | 19.250 |
| Beşiktaş         | 15.000 |
| Celje            | 14.000 |
| Baník Ostrava    | 8.820  |
| Hibernian        | 7.110  |
| Levski Sofia     | 4.500  |

| Squadre             | Coeff  |
| ------------------- | ------ |
| AZ Alkmaar          | 54.500 |
| Rapid Vienna        | 32.250 |
| Sparta Praga        | 29.500 |
| İstanbul Başakşehir | 23.000 |
| Partizan            | 22.000 |
| Maccabi Haifa       | 18.000 |
| Shamrock Rovers     | 17.875 |
| Omonia              | 17.375 |
| Hapoel Be'er Sheva  | 16.500 |
| Jagiellonia         | 14.000 |
| Santa Clara         | 12.453 |
| Astana              | 12.000 |
| Charleroi           | 11.370 |
| Hajduk Spalato      | 10.000 |
| Riga FC             | 10.000 |
| Maribor             | 9.500  |
| AEK Atene           | 9.500  |
| Spartak Trnava      | 8.500  |
| Ballkani            | 8.000  |
| Raków Częstochowa   | 8.000  |
| Rosenborg           | 7.937  |
| Viking              | 7.937  |
| Arīs Salonicco      | 7.862  |
| Ararat-Armenia      | 7.500  |
| Austria Vienna      | 7.500  |
| Vaduz               | 7.500  |
| Dundee Utd          | 7.110  |
| Brøndby             | 7.000  |
| Silkeborg           | 6.796  |
| Losanna             | 6.725  |
| Puskás Akadémia     | 6.500  |
| U Craiova           | 6.500  |
| Beitar Gerusalemme  | 6.325  |
| HB Tórshavn         | 6.000  |
| Sarajevo            | 6.000  |
| Arīs Limassol       | 5.507  |
| Hammarby            | 5.500  |
| Hibernians          | 5.500  |
| AIK                 | 5.425  |
| Varaždin            | 5.405  |
| Radnički Kragujevac | 5.100  |
| Novi Pazar          | 5.100  |
| Žilina              | 5.000  |
| Oleksandrija        | 4.880  |
| Polіssja Žytomyr    | 4.880  |
| Győri ETO           | 4.800  |
| Paks                | 4.800  |
| U Cluj              | 4.650  |
| FC Košice           | 4.250  |
| Sabah               | 4.000  |
| Zirə                | 4.000  |
| Černo More Varna    | 3.975  |
| Arda Kărdžali       | 3.975  |
| Araz                | 3.925  |
| Ilves               | 3.000  |
| Zimbru Chișinău     | 3.000  |
| Aqtöbe              | 3.000  |
| KA Akureyri         | 2.704  |
| Prishtina           | 2.500  |
| Dungannon Swifts    | 1.666  |
| Banga Gargždai      | 1.650  |
| Dinamo City         | 1.575  |
| UNA Strassen        | 1.375  |
| Spaeri              | 1.325  |

| Squadre              | Coeff  |
| -------------------- | ------ |
| Borac Banja Luka     | 13.625 |
| HJK                  | 12.500 |
| Flora Tallinn        | 11.500 |
| KÍ Klaksvík          | 11.000 |
| Víkingur             | 10.750 |
| P'yownik             | 8.500  |
| Petrocub Hîncești    | 8.500  |
| Larne                | 7.000  |
| Paide                | 7.000  |
| F91 Dudelange        | 7.000  |
| Partizani Tirana     | 6.500  |
| St Patrick's         | 5.500  |
| La Fiorita           | 5.500  |
| Sutjeska             | 5.500  |
| Vllaznia             | 5.000  |
| Kauno Žalgiris       | 5.000  |
| Ordabasy             | 4.500  |
| Floriana             | 4.500  |
| Koper                | 4.068  |
| Urartu               | 4.000  |
| Tarpeda-BelAZ        | 4.000  |
| St Joseph's          | 4.000  |
| Dila Gori            | 4.000  |
| Dečić                | 4.000  |
| FC Santa Coloma      | 4.000  |
| Dinamo Brėst         | 4.000  |
| Auda Ķekava          | 3.500  |
| Nëman                | 3.500  |
| FCB Magpies          | 3.500  |
| Atlètic Escaldes     | 3.500  |
| T'orp'edo Kutaisi    | 3.000  |
| Valur                | 3.000  |
| Tre Fiori            | 3.000  |
| Željezničar          | 2.606  |
| Cliftonville         | 2.500  |
| Birkirkara           | 2.500  |
| RU Luxembourg        | 2.500  |
| Sileks Kratovo       | 2.500  |
| BFC Daugavpils       | 2.450  |
| Malisheva            | 2.408  |
| SJK                  | 2.350  |
| NSÍ Runavík          | 2.150  |
| Hegelmann            | 1.650  |
| Kalju Nõmme          | 1.591  |
| Haverfordwest County | 1.500  |
| Penybont             | 1.358  |
| Vardar               | 1.233  |
| Rabotnički           | 1.233  |

## Risultati

### Primo turno

#### Sorteggio
Il sorteggio per il primo turno di qualificazione si è svolto il 17 giugno 2025.
Parteciperanno al primo turno di qualificazione un totale di 48 squadre. La posizione delle squadre come teste di serie, è basato sui coefficienti UEFA per club del 2025. Prima del sorteggio, la UEFA ha formato sei gruppi da otto squadre (quattro teste di serie e quattro non teste di serie) secondo i principi stabiliti dal Comitato Competizioni per Club. La prima squadra estratta in ogni accoppiamento è la squadra che giocherà in casa la gara di andata.
| Gruppo 1                                       | Gruppo 1                                         | Gruppo 2                                       | Gruppo 2                                                | Gruppo 3                                          | Gruppo 3                                           |
| Teste di serie                                 | Non teste di serie                               | Teste di serie                                 | Non teste di serie                                      | Teste di serie                                    | Non teste di serie                                 |
| ---------------------------------------------- | ------------------------------------------------ | ---------------------------------------------- | ------------------------------------------------------- | ------------------------------------------------- | -------------------------------------------------- |
| Paide HJK St Patrick's Vllaznia                | BFC Daugavpils FCB Magpies NSÍ Runavík Hegelmann | Petrocub Hîncești Ordabasy Dečić Urartu        | Nëman Birkirkara T'orp'edo Kutaisi Sileks Kratovo       | F91 Dudelange Koper Sutjeska La Fiorita           | Vardar Atlètic Escaldes Željezničar Dinamo Brėst   |
| Gruppo 4                                       | Gruppo 4                                         | Gruppo 5                                       | Gruppo 5                                                | Gruppo 6                                          | Gruppo 6                                           |
| Teste di serie                                 | Non teste di serie                               | Teste di serie                                 | Non teste di serie                                      | Teste di serie                                    | Non teste di serie                                 |
| Flora Tallinn KÍ Klaksvík Larne Kauno Žalgiris | Penybont Valur SJK Auda Ķekava                   | Víkingur Partizani Tirana Floriana St Joseph's | Cliftonville Malisheva Kalju Nõmme Haverfordwest County | Dila Gori P'yownik Tarpeda-BelAZ Borac Banja Luka | FC Santa Coloma RU Luxembourg Tre Fiori Rabotnički |

#### Risultati
| Squadra 1         | Totale          | Squadra 2            | Andata | Ritorno     |
| ----------------- | --------------- | -------------------- | ------ | ----------- |
| NSÍ Runavík       | 4 - 5           | HJK                  | 4 - 0  | 0 - 5 (dts) |
| T'orp'edo Kutaisi | 5 - 4           | Ordabasy             | 4 - 3  | 1 - 1       |
| Željezničar       | 2 - 4           | Koper                | 1 - 1  | 1 - 3       |
| SJK               | 1 - 4           | KÍ Klaksvík          | 1 - 2  | 0 - 2       |
| Kalju Nõmme       | 2 - 1           | Partizani Tirana     | 1 - 1  | 1 - 0 (dts) |
| Tre Fiori         | 1 - 5           | P'yownik             | 1 - 0  | 0 - 5       |
| St Patrick's      | 3 - 0           | Hegelmann            | 1 - 0  | 2 - 0       |
| Dečić             | 3 - 2           | Sileks Kratovo       | 2 - 0  | 1 - 2       |
| Sutjeska          | 3 - 2           | Dinamo Brėst         | 1 - 2  | 2 - 0       |
| Larne             | 2 - 2 (4-2 dtr) | Auda Ķekava          | 0 - 0  | 2 - 2 (dts) |
| Floriana          | 5 - 3           | Haverfordwest County | 2 - 1  | 3 - 2       |
| Tarpeda-BelAZ     | 4 - 0           | Rabotnički           | 3 - 0  | 1 - 0       |
| FCB Magpies       | 3 - 7           | Paide                | 2 - 3  | 1 - 4       |
| Birkirkara        | 1 - 3           | Petrocub Hîncești    | 1 - 0  | 0 - 3       |
| Atlètic Escaldes  | 5 - 2           | F91 Dudelange        | 2 - 0  | 3 - 2       |
| Valur             | 5 - 1           | Flora Tallinn        | 3 - 0  | 2 - 1       |
| Malisheva         | 0 - 9           | Víkingur             | 0 - 1  | 0 - 8       |
| RU Luxembourg     | 1 - 3           | Dila Gori            | 1 - 2  | 0 - 1       |
| Vllaznia          | 4 - 3           | BFC Daugavpils       | 0 - 1  | 4 - 2       |
| Urartu            | 1 - 6           | Nëman                | 1 - 2  | 0 - 4       |
| Vardar            | 5 - 2           | La Fiorita           | 3 - 0  | 2 - 2       |
| Kauno Žalgiris    | 4 - 1           | Penybont             | 3 - 0  | 1 - 1       |
| St Joseph's       | 5 - 4           | Cliftonville         | 2 - 2  | 3 - 2 (dts) |
| Borac Banja Luka  | 3 - 4           | FC Santa Coloma      | 1 - 4  | 2 - 0       |

Note
1. ↑  Inversione di campo rispetto all'esito del sorteggio.

##### Andata
| Arbitro: | Daniel Higraff |

|                     |           |                             |
| Rey 55’ (rig.), 83’ | Marcatori | 39’ Curran 78’ (rig.) Addis |

| Arbitro: | Szabolcs Kovacs |

|                              |           |           |
| Gamarra 42’ Grech 59’ (rig.) | Marcatori | 27’ Ahmun |

| Arbitro: | Konstantinos Fellas |

|                        |           |  |
| Gemelson 9’ Carpio 15’ | Marcatori |  |

| Arbitro: | Paul Mclaughlin |

|                       |           |                                    |
| Borge 38’ Del Rio 54’ | Marcatori | 8’, 90+6’ (rig.) Saarma 43’ Miller |

| Arbitro: | Anton Lashuk |

|                                     |           |                                      |
| Johnsen 30’, 79’ Šimić 45+2’, 90+4’ | Marcatori | 32’ Căpățînă 35’ Imnadze 39’ Naumec' |

| Arbitro: | Johann Ingi Jonsson |

|            |           |                             |
| Arsalo 47’ | Marcatori | 39’ Andreasen 86’ Tellechea |

| Arbitro: | Peiman Simani |

|                                               |           |  |
| Kircough 18’ (aut.) Sirgėdas 24’ Pavlovic 46’ | Marcatori |  |

| Arbitro: | Seth Galia |

|           |           |                                |
| Stolz 52’ | Marcatori | 60’ Andronikashvili 78’ Edudzi |

| Arbitro: | Mateo Erceg |

|               |           |                        |
| Kaloukian 68’ | Marcatori | 49’ Sučkoŭ 54’ Savicki |

| Arbitro: | Ross Hardie |

|               |           |           |
| Männilaan 47’ | Marcatori | 51’ Skuka |

| Arbitro: | Zaven Hovhannisyan |

|                         |           |  |
| Bajović 39’ N'Diaye 70’ | Marcatori |  |

| Arbitro: | Aleko Aptsiauri |

|                                        |           |  |
| Sjadz'ko 12’ Pabudzej 63’ Alfred 90+2’ | Marcatori |  |

| Arbitro: | Ilioski Vlatko |

|                |           |  |
| Acheampong 54’ | Marcatori |  |

| Arbitro: | Artem Gasparyan |

|  |           |              |
|  | Marcatori | 85’ Lizunovs |

| Arbitro: | Patryk Gryckiewicz |

|  |           |              |
|  | Marcatori | 45+1’ Hansen |

| Arbitro: | Ashot Ghaltakhchyan |

|                |           |            |
| Boljević 90+6’ | Marcatori | 7’ Matondo |

| Arbitro: | Jakob Semler |

|                    |           |                                |
| Kalezić 90’ (rig.) | Marcatori | 25’ Bykaŭ 90+4’ (aut.) Juković |

| Arbitro: | Antoine Chiaramonti |

|                                         |           |  |
| Omeragikj 47’ Drudi 65’ (aut.) Mato 67’ | Marcatori |  |

| Arbitro: | Karl Koppel |

|                                             |           |  |
| Joensen 12’ Ness 35’ Obbekjær 76’ Olsen 83’ | Marcatori |  |

| Arbitro: | Simon Bourdeaud'hui |

|                  |           |  |
| Keena 79’ (rig.) | Marcatori |  |

| Arbitro: | Igor Bosca |

|              |           |  |
| Manfroni 63’ | Marcatori |  |

| Ballymena 10 luglio 2025, ore 21:00 CEST ritorno → | Larne                | 0 – 0 referto | Auda Ķekava | Ballymena Showgrounds (1 140 spett.)\| Arbitro: \| Heini Ziskason Viðoy \| |
| Arbitro:                                           | Heini Ziskason Viðoy |               |             |                                                                            |

| Arbitro: | Giorgi Avazashvili |

|             |           |                                                     |
| Kulašin 71’ | Marcatori | 29’ Mourelo 34’ (rig.) Cisteró 40’ Virgili 66’ León |

| Arbitro: | Marius Hansen Grøtta |

|                                |           |  |
| Magnússon 12’, 40’ Jónsson 45’ | Marcatori |  |

##### Ritorno
| Arbitro: | Dmytro Kubriak |

|                                |                      |                                 |
| Traore 28’ Monteiro 53’        | Marcatori            | 50’ McKendry 66’ O'Neill        |
| Nguena Jeudi Varslavans Camara | Tiri di rigore 2 – 4 | Gallagher O'Neill Bent O'Connor |

| Arbitro: | Karel Rouček |

|                         |           |                                            |
| Williams 33’ Diallo 35’ | Marcatori | 22’ Mensah 45+1’ Yago 74’ Dodaj 87’ Kubazi |

| Arbitro: | Helgi Mikael Jónasson |

|                                                        |           |  |
| Lingman 18’ Ring 53’ Hostikka 79’, 93’ Antzoulas 90+4’ | Marcatori |  |

| Arbitro: | Nikola Popov |

|                |           |                   |
| Zhumabek 90+6’ | Marcatori | 13’ Bidzinashvili |

| Arbitro: | Florian Lata |

|                                                                             |           |  |
| Otubanjo 14’ (rig.), 85’ Alemão 24’ Noubissi 40’ (rig.) Manfroni 89’ (aut.) | Marcatori |  |

| Arbitro: | Mads Kristoffersen |

|  |           |                    |
|  | Marcatori | 6’ Melia 56’ Leavy |

| Arbitro: | Ion Orlic |

|  |           |            |
|  | Marcatori | 14’ Alfred |

| Arbitro: | Oscar Johnson |

|              |           |                              |
| Sappinen 41’ | Marcatori | 29’ Haraldsson 90+3’ Jónsson |

| Arbitro: | Miloš Gigovic |

|             |           |  |
| Dramé 90+1’ | Marcatori |  |

| Arbitro: | Jérémy Muller |

|  |           |                       |
|  | Marcatori | 71’ Herrera 88’ Perić |

| Arbitro: | Klym Zabroda |

|                                   |           |             |
| Miller 36’ Corr 66’, 71’ Cham 89’ | Marcatori | 76’ Del Rio |

| Arbitro: | Viktar Shymusik |

|                        |           |              |
| Alic 28’ Hrvanović 80’ | Marcatori | 3’ Striković |

| Arbitro: | João Gonçalves |

|                       |           |                                                |
| Walters 11’ Ahmun 17’ | Marcatori | 19’ Lonardelli 45+1’ (rig.) Grech 67’ M'Mombwa |

| Arbitro: | Oguzhan Çakir |

|                           |           |  |
| Lupan 39’, 56’ Rotaru 77’ | Marcatori |  |

| Arbitro: | Rares Vidican |

|                           |           |                                   |
| Agostinho 41’ Rotundo 71’ | Marcatori | 34’ Garcia 74’ Emanoel 89’ Valero |

| Arbitro: | Márton Rúsz |

|          |           |               |
| Wood 17’ | Marcatori | 13’ Hernández |

| Arbitro: | Menelaos Antoniou |

|                                             |           |                  |
| Mijailović 44’ Manseri 45+1’ Longonda 45+8’ | Marcatori | 26’ (rig.) Krpić |

| Arbitro: | Trustin Farrugia Cann |

|  |           |             |
|  | Marcatori | 104’ Ivanov |

| Arbitro: | Miloš Bošković |

|                                                   |           |  |
| Savicki 42’ Zubovič 58’ Pušnjakŭ 82’ Kravtsov 88’ | Marcatori |  |

| Arbitro: | Mehmet Türkmen |

|  |           |                        |
|  | Marcatori | 74’ Vukčević 89’ Čavor |

| Arbitro: | Wojciech Myc |

|                                  |           |  |
| Frederiksberg 61’ Klettskard 73’ | Marcatori |  |

| Arbitro: | Robertas Valikonis |

| |           |  |
| Hansen 10’, 21’, 36’ Ekroth 29’ Hafsteinsson 42’ Ingimundarson 68’ Jónasson 72’ (rig.) S. Þorkelsson 82’ | Marcatori |  |

| Arbitro: | Sven Wolfensberger |

|                       |           |                                       |
| Glynn 31’ Gormley 65’ | Marcatori | 1’ Rodríguez 68’ González 92’ Jesslén |

| Arbitro: | Aaron Wyn Jones |

|                                         |           |                                     |
| Felipe 10’ (rig.) Jankulov 90+3’ (aut.) | Marcatori | 59’ (rig.) Mato 84’ (aut.) Grandoni |

### Secondo turno

#### Sorteggio
Il sorteggio per il secondo turno di qualificazione si è tenuto il 18 giugno 2025.
Parteciperanno a questo turno un totale di 100 squadre, suddivise in due percorsi:
- Campioni (12 squadre): Le squadre, la cui identità non era nota al momento del sorteggio, saranno divise in questo modo:
  - Teste di serie: 6 delle 12 perdenti del primo turno di qualificazione della Champions League, (due delle squadre riceveranno un bye al terzo turno di qualificazione).
  - Non teste di serie: Le rimanenti 6 perdenti del primo turno di qualificazione della Champions League.
- Piazzate (88 squadre): 56 squadre che entrano in questo turno, 6 squadre eliminate dal primo turno dell'Europa League, e 26 vincitrici del primo turno di qualificazione.

Prima del sorteggio, la UEFA ha formato per il percorso Campioni due gruppi da 12 squadre (ciascuno con tre teste di serie e tre non teste di serie). Invece per il "percorso piazzate" ha formato nove gruppi composti da otto/dieci squadre (quattro/cinque teste di serie e quattro/cinque non teste di serie) secondo i principi stabiliti dal Comitato Competizioni per Club. La prima squadra estratta in ogni accoppiamento è la squadra che giocherà in casa la gara di andata.
| Gruppo 1                                | Gruppo 1                            | Gruppo 2                                  | Gruppo 2                          |
| Teste di serie                          | Non teste di serie                  | Teste di serie                            | Non teste di serie                |
| --------------------------------------- | ----------------------------------- | ----------------------------------------- | --------------------------------- |
| The New Saints Levadia Tallinn Žalgiris | Differdange 03 Iberia 1999 Linfield | Inter Escaldes Dinamo Minsk Milsami Orhei | Olimpia Lubiana Budućnost Egnatia |

| Gruppo 1                                                              | Gruppo 1                                                     | Gruppo 2                                                                    | Gruppo 2                                                    | Gruppo 3                                                    | Gruppo 3                                                      |
| Teste di serie                                                        | Non teste di serie                                           | Teste di serie                                                              | Non teste di serie                                          | Teste di serie                                              | Non teste di serie                                            |
| --------------------------------------------------------------------- | ------------------------------------------------------------ | --------------------------------------------------------------------------- | ----------------------------------------------------------- | ----------------------------------------------------------- | ------------------------------------------------------------- |
| Shamrock Rovers Santa Clara Ballkani Dundee Utd Losanna               | Vardar Varaždin Floriana St Joseph's UNA Strassen            | AZ Alkmaar Valur Viking Larne Brøndby                                       | HB Tórshavn Kauno Žalgiris Koper Ilves Prishtina            | Hajduk Spalato Maribor AEK Atene FC Košice Partizan         | Oleksandrija Paks Hapoel Be'er Sheva Zirə Nëman               |
| Gruppo 4                                                              | Gruppo 4                                                     | Gruppo 5                                                                    | Gruppo 5                                                    | Gruppo 6                                                    | Gruppo 6                                                      |
| Teste di serie                                                        | Non teste di serie                                           | Teste di serie                                                              | Non teste di serie                                          | Teste di serie                                              | Non teste di serie                                            |
| HJK Víkingur P'yownik Vaduz Spartak Trnava                            | Hibernians Vllaznia Győri ETO Arda Kărdžali Dungannon Swifts | Sparta Praga Charleroi RFS Riga Silkeborg Kalju Nõmme                       | St Patrick's Hammarby Dila Gori Aqtöbe KA Akureyri          | Astana KÍ Klaksvík Raków Częstochowa Rosenborg Paide        | AIK Radnički Kragujevac Žilina Zimbru Chișinău Banga Gargždai |
| Gruppo 7                                                              | Gruppo 7                                                     | Gruppo 8                                                                    | Gruppo 8                                                    | Gruppo 9                                                    | Gruppo 9                                                      |
| Teste di serie                                                        | Non teste di serie                                           | Teste di serie                                                              | Non teste di serie                                          | Teste di serie                                              | Non teste di serie                                            |
| Rapid Vienna Jagiellonia Petrocub Hîncești Atlètic Escaldes U Craiova | Sarajevo Novi Pazar Sabah Dečić Dinamo City                  | Maccabi Haifa FC Santa Coloma Ararat-Armenia Austria Vienna Puskás Akadémia | Arīs Salonicco Polіssja Žytomyr U Cluj Tarpeda-BelAZ Spaeri | İstanbul Başakşehir Omonia Arīs Limassol Beitar Gerusalemme | Sutjeska T'orp'edo Kutaisi Černo More Varna Araz              |

#### Risultati
| Squadra 1           | Totale          | Squadra 2           | Andata   | Ritorno     |
| Campioni            | Campioni        | Campioni            | Campioni | Campioni    |
| ------------------- | --------------- | ------------------- | -------- | ----------- |
| Levadia Tallinn     | 3 - 2           | Iberia 1999         | 1 - 0    | 2 - 2 (dts) |
| Žalgiris            | 0 - 2           | Linfield            | 0 - 0    | 0 - 2       |
| The New Saints      | 0 - 2           | Differdange 03      | 0 - 1    | 0 - 1       |
| Olimpia Lubiana     | 5 - 3           | Inter Escaldes      | 4 - 2    | 1 - 1       |
| Budućnost           | 1 - 2           | Milsami Orhei       | 0 - 0    | 1 - 2       |
| Dinamo Minsk        | 0 - 3           | Egnatia             | 0 - 2    | 0 - 1       |
| Piazzate            |                 |                     |          |             |
| Dundee Utd          | 2 - 0           | UNA Strassen        | 1 - 0    | 1 - 0       |
| Larne               | 1 - 1 (5-4 dtr) | Prishtina           | 0 - 0    | 1 - 1 (dts) |
| FC Košice           | 3 - 4           | Nëman               | 2 - 3    | 1 - 1       |
| Vaduz               | 3 - 1           | Dungannon Swifts    | 0 - 1    | 3 - 0 (dts) |
| Silkeborg           | 4 - 3           | KA Akureyri         | 1 - 1    | 3 - 2 (dts) |
| Rosenborg           | 7 - 0           | Banga Gargždai      | 5 - 0    | 2 - 0       |
| Atlètic Escaldes    | 2 - 3           | Dinamo City         | 1 - 2    | 1 - 1       |
| Austria Vienna      | 7 - 0           | Spaeri              | 2 - 0    | 5 - 0       |
| Ballkani            | 5 - 3           | Floriana            | 4 - 2    | 1 - 1       |
| Viking              | 12 - 3          | Koper               | 7 - 0    | 5 - 3       |
| AEK Atene           | 1 - 0           | Hapoel Be'er Sheva  | 1 - 0    | 0 - 0       |
| P'yownik            | 3 - 4           | Győri ETO           | 2 - 1    | 1 - 3       |
| Rīga                | 5 - 4           | Dila Gori           | 2 - 1    | 3 - 3       |
| Raków Częstochowa   | 6 - 1           | Žilina              | 3 - 0    | 3 - 1       |
| Petrocub Hîncești   | 1 - 6           | Sabah               | 0 - 2    | 1 - 4       |
| Ararat-Armenia      | 2 - 1           | U Cluj              | 0 - 0    | 2 - 1 (dts) |
| Varaždin            | 2 - 3           | Santa Clara         | 2 - 1    | 0 - 2       |
| Kauno Žalgiris      | 3 - 2           | Valur               | 1 - 1    | 2 - 1       |
| Paks                | 2 - 1           | Maribor             | 1 - 0    | 1 - 1       |
| Vllaznia            | 4 - 5           | Víkingur            | 2 - 1    | 2 - 4 (dts) |
| Hammarby            | 2 - 1           | Charleroi           | 0 - 0    | 2 - 1 (dts) |
| Radnički Kragujevac | 0 - 1           | KÍ Klaksvík         | 0 - 0    | 0 - 1       |
| Novi Pazar          | 2 - 5           | Jagiellonia         | 1 - 2    | 1 - 3       |
| Polіssja Žytomyr    | 5 - 3           | FC Santa Coloma     | 1 - 2    | 4 - 1       |
| Vardar              | 2 - 6           | Losanna             | 2 - 1    | 0 - 5       |
| HB Tórshavn         | 1 - 2           | Brøndby             | 1 - 1    | 0 - 1       |
| Oleksandrija        | 0 - 6           | Partizan            | 0 - 2    | 0 - 4       |
| Hibernians          | 2 - 7           | Spartak Trnava      | 1 - 2    | 1 - 5       |
| St Patrick's        | 3 - 2           | Kalju Nõmme         | 1 - 0    | 2 - 2 (dts) |
| Paide               | 0 - 8           | AIK                 | 0 - 2    | 0 - 6       |
| Sarajevo            | 2 - 5           | U Craiova           | 2 - 1    | 0 - 4       |
| Arīs Limassol       | 5 - 2           | Puskás Akadémia     | 3 - 2    | 2 - 0       |
| St Joseph's         | 0 - 4           | Shamrock Rovers     | 0 - 4    | 0 - 0       |
| Ilves               | 4 - 8           | AZ Alkmaar          | 4 - 3    | 0 - 5       |
| Zirə                | 2 - 3           | Hajduk Spalato      | 1 - 1    | 1 - 2 (dts) |
| Arda Kărdžali       | 2 - 2 (4-3 dtr) | HJK                 | 0 - 0    | 2 - 2 (dts) |
| Aqtöbe              | 2 - 5           | Sparta Praga        | 2 - 1    | 0 - 4       |
| Astana              | 3 - 1           | Zimbru Chișinău     | 1 - 1    | 2 - 0       |
| Dečić               | 2 - 6           | Rapid Vienna        | 0 - 2    | 2 - 4       |
| Tarpeda-BelAZ       | 1 - 4           | Maccabi Haifa       | 1 - 1    | 0 - 3       |
| Araz                | 4 - 3           | Arīs Salonicco      | 2 - 1    | 2 - 2       |
| Omonia              | 5 - 0           | T'orp'edo Kutaisi   | 1 - 0    | 4 - 0       |
| Černo More Varna    | 0 - 5           | İstanbul Başakşehir | 0 - 1    | 0 - 4       |
| Sutjeska            | 3 - 7           | Beitar Gerusalemme  | 1 - 2    | 2 - 5       |

Note
1. 1 2  Inversione di campo rispetto all'esito del sorteggio.

##### Andata

###### Campioni
| Arbitro: | Jóhan Hendrik Ellefsen |

|            |           |  |
| Agyiri 80’ | Marcatori |  |

| Arbitro: | Sandi Putros |

|  |           |           |
|  | Marcatori | 37’ Abreu |

| Arbitro: | Marek Radina |

|                                              |           |                         |
| Diogo Pinto 55’, 61’, 65’ Muhamedbegovic 80’ | Marcatori | 13’ Humanes 50’ Rafinha |

| Podgorica 23 luglio 2025, ore 21:00 CEST ritorno → | Budućnost     | 0 – 0 referto | Milsami Orhei | Stadio pod Goricom (4 234 spett.)\| Arbitro: \| Denys Shurman \| |
| Arbitro:                                           | Denys Shurman |               |               |                                                                  |

| Vilnius 24 luglio 2025, ore 18:00 CEST ritorno → | Žalgiris        | 0 – 0 referto | Linfield | Stadio LFF (2 387 spett.)\| Arbitro: \| Dumitri Muntean \| |
| Arbitro:                                         | Dumitri Muntean |               |          |                                                            |

| Arbitro: | Ioannis Papadopoulos |

|  |           |                          |
|  | Marcatori | 28’ Lushkja 88’ Bakayoko |

###### Piazzate
| Arbitro: | Gergo Bogár |

|                                  |           |                         |
| Tolaj 13’, 32’ Adetunji 27’, 76’ | Marcatori | 8’ (rig.) Grech 25’ Jah |

| Arbitro: | Christos Vergetis |

|            |           |           |
| Konaté 31’ | Marcatori | 68’ Kalik |

| Arbitro: | Bram Van Driessche |

|            |           |                         |
| Konaté 39’ | Marcatori | 90+1’ Ha. Steingrímsson |

| Arbitro: | Tim Marshall |

|              |           |                          |
| Gemelson 43’ | Marcatori | 65’ Zabërgja 86’ Qardaku |

| Arbitro: | Amine Kourgheli |

|           |           |             |
| Bašić 56’ | Marcatori | 45+1’ Dahan |

| Arbitro: | Joni Hyytiä |

|  |           |                        |
|  | Marcatori | 7’ Celina 68’ Csongvai |

| Arbitro: | Ian McNabb |

|                                                 |           |  |
| Islamović 21’, 61’, 82’ Nordli 64’ M. Ceïde 86’ | Marcatori |  |

| Arbitro: | Jasmin Sabotic |

|                                 |           |                      |
| Noubissi 22’ (rig.) Kulikov 66’ | Marcatori | 78’ (aut.) Miljković |

| Erevan 24 luglio 2025, ore 18:00 CEST ritorno → | Ararat-Armenia     | 0 – 0 referto | U Cluj | Stadio dell'Accademia calcistica di Erevan (1 450 spett.)\| Arbitro: \| Dzmitry Dzmitryieu \| |
| Arbitro:                                        | Dzmitry Dzmitryieu |               |        |                                                                                               |

| Arbitro: | Jamie Robinson |

|              |           |                |
| Jansonas 58’ | Marcatori | 88’ Haraldsson |

| Arbitro: | Visar Kastrati |

|                |           |                                |
| Charleston 79’ | Marcatori | 27’ Holík 84’ (rig.) Procházka |

| Arbitro: | David Šmajc |

|                                            |           |                 |
| Montnor 6’ Kvilitaia 16’ (rig.) Semedo 87’ | Marcatori | 78’, 81’ Colley |

| Arbitro: | Matthew MacDermid |

|  |           |                                                 |
|  | Marcatori | 13’ Gaffney 67’ Mandroiu 73’ McGovern 75’ Byrne |

| Arbitro: | Matteo Marcenaro |

|                                            |           |                                        |
| Riski 5’, 45+2’ Akinyemi 68’ Söderbäck 71’ | Marcatori | 16’ Parrott 61’ Mijnans 90+1’ Meerdink |

| Kărdžali 24 luglio 2025, ore 18:00 CEST ritorno → | Arda Kărdžali | 0 – 0 referto | HJK | Arena Arda (3 500 spett.)\| Arbitro: \| Bulat Sariyev \| |
| Arbitro:                                          | Bulat Sariyev |               |     |                                                          |

| Arbitro: | Kristoffer Hagenes |

|                        |           |                        |
| Sosah 29’ Ómirtaev 83’ | Marcatori | 90’ (rig.) Birmančević |

| Arbitro: | Andrei Chivulete |

|                        |           |           |
| Santos 75’ Andrade 78’ | Marcatori | 66’ Morón |

| Arbitro: | Sam Barrott |

|                                                                                     |           |  |
| Svendsen 6’, 59’ Bærtelsen 57’ Tripić 68’ Mikaelsson 78’ (rig.), 85’ Bjørshol 90+3’ | Marcatori |  |

| Arbitro: | Donald Robertson |

|                                      |           |                 |
| Reginaldo Ramires 45+6’ Siqueira 66’ | Marcatori | 86’ (aut.) Ngom |

| Arbitro: | Gal Leibovitz |

|  |           |                         |
|  | Marcatori | 82’ Safranko 90’ Parris |

| Stoccolma 24 luglio 2025, ore 19:00 CEST ritorno → | Hammarby        | 0 – 0 referto | Charleroi | 3Arena (20 855 spett.)\| Arbitro: \| Mathieu Vernice \| |
| Arbitro:                                           | Mathieu Vernice |               |           |                                                         |

| Arbitro: | Matthew De Gabriele |

|           |           |                        |
| Opara 19’ | Marcatori | 9’ Rallis 90+5’ Pululu |

| Arbitro: | Jacob Karlsen |

|              |           |                         |
| Huculjak 21’ | Marcatori | 27’ Remolins 44’ Crespo |

| Arbitro: | Joonas Jaanovits |

|  |           |                        |
|  | Marcatori | 14’ Kostić 56’ Ugrešić |

| Arbitro: | Lukas Fähndrich |

|             |           |  |
| Jovetić 20’ | Marcatori |  |

| Arbitro: | Luka Bilbija |

|  |           |             |
|  | Marcatori | 52’ Şahiner |

| Arbitro: | Peter Kralović |

|  |           |                |
|  | Marcatori | 54’ McAllister |

| Arbitro: | Lionel Tschudi |

|                          |           |                                      |
| Miljanić 8’ Čerepkai 16’ | Marcatori | 55’, 66’ Savicki 79’ (rig.) Kravtsov |

| Arbitro: | Luca Pairetto |

|            |           |  |
| Relvas 50’ | Marcatori |  |

| Arbitro: | Luca Cibelli |

|                            |           |             |
| Mamut 10’ (rig.) Dabro 85’ | Marcatori | 55’ Adriano |

| Arbitro: | Rob Harvey |

|               |           |  |
| Windecker 52’ | Marcatori |  |

| Kragujevac 24 luglio 2025, ore 20:00 CEST ritorno → | Radnički Kragujevac | 0 – 0 referto | KÍ Klaksvík | Stadio Čika Dača (8 423 spett.)\| Arbitro: \| Bence Csonka \| |
| Arbitro:                                            | Bence Csonka        |               |             |                                                               |

| Arbitro: | Alan Kijas |

|               |           |            |
| Pramudraŭ 48’ | Marcatori | 45+1’ Seck |

| Arbitro: | Martin Dohal |

|                              |           |  |
| Fischer 8’ Fitz 90+1’ (rig.) | Marcatori |  |

| Arbitro: | Alexandros Tsakalidis |

|                      |           |                |
| Bajrami 67’ Mala 75’ | Marcatori | 10’ Gunnarsson |

| Arbitro: | Dominik Starý |

|                          |           |             |
| Mato 45+2’ Omeragikj 78’ | Marcatori | 58’ Diakité |

| Arbitro: | Georgi Ginchev |

|              |           |                     |
| Tošković 28’ | Marcatori | 34’ Shua 87’ Atzili |

| Arbitro: | Marc Nagtegaal |

|              |           |  |
| Sapsford 47’ | Marcatori |  |

| Arbitro: | Joakim Östling |

|             |           |               |
| Thomsen 89’ | Marcatori | 62’ Bundgaard |

| Arbitro: | Ladislav Szikszay |

|               |           |  |
| Forrester 90’ | Marcatori |  |

| Ballymena 24 luglio 2025, ore 21:00 CEST ritorno → | Larne               | 0 – 0 referto | Prishtina | Ballymena Showgrounds (1 089 spett.)\| Arbitro: \| Iwan Arwel Griffith \| |
| Arbitro:                                           | Iwan Arwel Griffith |               |           |                                                                           |

| Arbitro: | Fabio Verissimo |

|                                              |           |  |
| Repka 48’ Brunes 58’ (rig.) Diaby-Fadiga 73’ | Marcatori |  |

| Arbitro: | Dmytro Panchyshyn |

|                              |           |              |
| Kyeremeh 10’ Guliashvili 20’ | Marcatori | 69’ Romančuk |

| Arbitro: | Kadir Sağlam |

|  |           |                           |
|  | Marcatori | 17’ Horn 40’ (rig.) Seidl |

##### Ritorno

###### Campioni
| Arbitro: | Kamal Umudlu |

|                             |           |                       |
| Goshteliani 40’ Agyakwa 87’ | Marcatori | 48’ Torres 109’ Kirss |

| Arbitro: | Sigurd Kringstad |

|                  |           |  |
| Hadji 68’ (rig.) | Marcatori |  |

| Arbitro: | Lukasz Kuzma |

|              |           |                 |
| Calderón 55’ | Marcatori | 42’ Diogo Pinto |

| Arbitro: | Alessandro Dudic |

|                          |           |             |
| Jardan 65’ Gînsari 90+1’ | Marcatori | 55’ Bojović |

| Arbitro: | Edgars Maļcevs |

|                           |           |  |
| Fitzpatrick 6’ Offord 33’ | Marcatori |  |

| Arbitro: | Kevin O'Sullivan |

|             |           |  |
| Selmani 77’ | Marcatori |  |

###### Piazzate
| Arbitro: | Pavle Ilić |

|                                                           |           |             |
| Holík 4’ Skrbo 13’ Tomič 47’ Pedrão 54’ (aut.) Azango 57’ | Marcatori | 37’ Miullen |

| Arbitro: | Jovan Kachevski |

|  |           |                     |
|  | Marcatori | 62’ Nordli 64’ Holm |

| Arbitro: | Ashot Ghaltakhchyan |

|  |           |                                                              |
|  | Marcatori | 40’ Plavotić 43’ Fitz 45+2’ (rig.), 55’ Malone 72’ Eggestein |

| Arbitro: | Mohammad Usman Aslam |

|                                        |           |                                                   |
| João Araujo 15’ Bassinga 51’ Anoff 81’ | Marcatori | 45+7’ (rig.) Ramires 64’ Musah 90+6’ Černomordijs |

| Arbitro: | Danilo Nikolić |

|                                    |           |                   |
| Mickels 22’, 28’, 45’ Safranko 45’ | Marcatori | 41’ (aut.) Solvet |

| Arbitro: | Ben Mcmaster |

|             |           |                                                              |
| Mourelo 50’ | Marcatori | 4’ Mychajličenko 48’ Filippov 60’ Andriyevskyi 77’ Hayduchyk |

| Arbitro: | Iwan Arwel Griffith |

|                                      |                      |                                         |
| Meriluoto 38’ Pukki 69’              | Marcatori            | 25’ Idowu 86’ Karagaren                 |
| Pukki Michel Hostikka Ring Antzoulas | Tiri di rigore 3 – 4 | Vutov Velkovski Kotev Idowu Shinyashiki |

| Arbitro: | Menelaos Antoniou |

|                               |           |                            |
| Patrikejevs 43’ Männilaan 49’ | Marcatori | 90+1’ Redmond 93’ Mulraney |

| Arbitro: | Ivar Orri Kristjansson |

|                                                 |           |  |
| Parrott 22’, 26’ Poku 36’ Kasius 42’ De Wit 74’ | Marcatori |  |

| Arbitro: | Vilhjalmur Thorarinsson |

|  |           |          |
|  | Marcatori | 64’ Iovu |

| Arbitro: | Mervan Bejtullahu |

|                                |           |             |
| Benbouali 16’, 69’ Štefulj 90’ | Marcatori | 84’ Ocansey |

| Arbitro: | David Fuxman |

|           |           |                              |
| Lukić 13’ | Marcatori | 53’ Hovhannisyan 117’ Ayongo |

| Arbitro: | Helgi Mikael Jónasson |

|                                                                             |           |  |
| Baranov 16’ (aut.) Miller 24’ (aut.) Hove 45’, 54’ Salétros 50’ (rig.), 76’ | Marcatori |  |

| Arbitro: | Bram Van Driessche |

|  |           |                        |
|  | Marcatori | 18’ Chinedu 21’ Camara |

| Arbitro: | Mikkel Redder |

|  |           |                                  |
|  | Marcatori | 30’, 63’ Jovetić 47’, 78’ Semedo |

| Arbitro: | Rob Hennessy |

|            |           |  |
| Fukuda 31’ | Marcatori |  |

| Arbitro: | Daniyar Sakhi |

|                                       |           |  |
| Al Hamlawi 51’, 79’, 83’ Cicâldău 68’ | Marcatori |  |

| Arbitro: | Ishmael Barbara |

|                                                      |           |                                   |
| Atzili 42’ Shua 45+5’ Morozov 51’ Kalu 83’ Muzie 88’ | Marcatori | 11’ (rig.) Tošković 28’ Kopitović |

| Arbitro: | Viktor Kopiievskyi |

|                                             |           |  |
| Brnić 17’ Crespo 31’ Da Costa 36’ Operi 80’ | Marcatori |  |

| Arbitro: | Kyriakos Athanasiou |

|                                              |                      |                                                  |
| Tahipi 10’                                   | Marcatori            | 56’ Bent                                         |
| Ahmeti Šaletić Ilievski Baftiu Salihu Bytyqi | Tiri di rigore 4 – 5 | Gallagher O'Connor Bent Graham Ferguson Donnelly |

| Arbitro: | Walter Altmann |

|                 |           |             |
| Evdokimov 90+1’ | Marcatori | 90+3’ Domik |

| Arbitro: | Peiman Simani |

|                                              |           |                        |
| Ha. Steingrímsson 34’ (rig.) Kjartansson 86’ | Marcatori | 54’, 62’, 114’ Adamsen |

| Arbitro: | Cláudio Filipe Ruivo Pereira |

|                                     |           |                                        |
| D. Jurić 3’ (rig.), 45’ Manseri 56’ | Marcatori | 19’, 52’, 90’ Svendsen 76’, 89’ Austbo |

| Debrecen 31 luglio 2025, ore 20:00 CEST ← andata | Hapoel Be'er Sheva | 0 – 0 (tot.: 0-1) referto | AEK Atene | Nagyerdei Stadion (431 spett.)\| Arbitro: \| Urs Schnyder \| |
| Arbitro:                                         | Urs Schnyder       |                           |           |                                                              |

| Arbitro: | Jasper Vergoote |

|                    |           |  |
| Lopes 5’ Silva 68’ | Marcatori |  |

| Arbitro: | Dennis Higler |

|               |           |          |
| Tshipamba 34’ | Marcatori | 57’ Papp |

| Arbitro: | Vitālijs Spasjoņņikovs |

|            |           |                         |
| Štulić 47’ | Marcatori | 21’ Erabi 120’ Eriksson |

| Arbitro: | Robertas Valikonis |

|  |           |                             |
|  | Marcatori | 77’ Kvilitaia 78’ Kakoullīs |

| Arbitro: | Daniele Chiffi |

|                                                     |           |  |
| Birmančević 57’ Ryneš 60’ Kuchta 64’ Rrahmani 90+4’ | Marcatori |  |

| Arbitro: | Sam Barrott |

|                                 |           |  |
| Saba 14’ Haziza 22’ Stewart 78’ | Marcatori |  |

| Arbitro: | Atilla Karaoglan |

|                                       |           |               |
| Pululu 50’, 73’ (rig.) Romančuk 90+4’ | Marcatori | 85’ Abdullahi |

| Arbitro: | Snir Levy |

|                                                    |           |  |
| Dussenne 16’ Sène 33’, 45+2’ Ajdini 55’ Traoré 84’ | Marcatori |  |

| Arbitro: | David Dickinson |

|                        |           |                            |
| Fabiano 62’ Monchu 90’ | Marcatori | 11’ Boli 38’ (rig.) Santos |

| Arbitro: | Genc Nuza |

|           |           |                                        |
| Ďuriš 13’ | Marcatori | 37’ Makuch 52’ Brunes 72’ Diaby-Fadiga |

| Arbitro: | Dalibor Černý |

|                |           |                           |
| Ómarsson 45+4’ | Marcatori | 38’ Chogadze 51’ Benchaib |

| Arbitro: | Dumitri Muntean |

|                                                  |           |                             |
| Dahl 17’ Radulović 27’ Weixelbraun 69’ Mbuyi 71’ | Marcatori | 60’ Striković 82’ Sekulović |

| Arbitro: | Kristoffer Karlsson |

|  |           |                                             |
|  | Marcatori | 79’ Hammerich 105+3’ Eberhard 120+2’ Hasler |

| Arbitro: | Jasmin Sabotic |

|              |           |              |
| Zabërgja 18’ | Marcatori | 49’ Berlanga |

| Arbitro: | Dario Bel |

|           |           |                |
| Vella 38’ | Marcatori | 45+1’ Adetunji |

| Arbitro: | Mihály Káprály |

|                                                 |           |                              |
| Hafsteinsson 10’ Hansen 55’, 86’ Þorkelsson 94’ | Marcatori | 26’ (rig.), 85’ (rig.) Balaj |

| Arbitro: | Roman Jitari |

|                |           |  |
| Klettskarð 39’ | Marcatori |  |

| Arbitro: | Henrik Nalbandyan |

|                                     |           |  |
| Milošević 13’, 23’, 45’ Vukotić 63’ | Marcatori |  |

| Dublino 31 luglio 2025, ore 21:00 CEST ← andata | Shamrock Rovers  | 0 – 0 (tot.: 4-0) referto | St Joseph's | Tallaght Stadium (5 128 spett.)\| Arbitro: \| Granit Maqedonci \| |
| Arbitro:                                        | Granit Maqedonci |                           |             |                                                                   |

| Arbitro: | Luca Pairetto |

|                             |           |                 |
| Krovinović 19’ Benrahou 95’ | Marcatori | 90+3’ Djibrilla |

### Terzo turno

#### Sorteggio
Il sorteggio per il terzo turno di qualificazione si è tenuto il 21 luglio 2025.
Parteciperanno un totale di 60 squadre così suddivise:
- Campioni (8 squadre): 6 vincitori del secondo turno di qualificazione (Percorso campioni), la cui identità non è nota al momento del sorteggio, e 2 perdenti del primo turno di qualificazione della UEFA Champions League.
- Piazzate (52 squadre): 8 squadre eliminate del secondo turno di qualificazione della UEFA Europa League, 44 vincitrici del secondo turno di qualificazione (Percorso piazzate).

La prima squadra estratta è la squadra che giocherà in casa la gara di andata.
| Gruppo 1                      | Gruppo 1           | Gruppo 2                | Gruppo 2                      |
| Teste di serie                | Non teste di serie | Teste di serie          | Non teste di serie            |
| ----------------------------- | ------------------ | ----------------------- | ----------------------------- |
| Olimpia Lubiana Milsami Orhei | Egnatia Virtus     | Linfield Differdange 03 | Levadia Tallinn Víkingur Gøta |

| Gruppo 1                                                                | Gruppo 1                               | Gruppo 2                                           | Gruppo 2                                                 | Gruppo 3                                             | Gruppo 3                                      | Gruppo 4                                            | Gruppo 4                                                       | Gruppo 5                                                            | Gruppo 5                                                                 |
| Teste di serie                                                          | Non teste di serie                     | Teste di serie                                     | Non teste di serie                                       | Teste di serie                                       | Non teste di serie                            | Teste di serie                                      | Non teste di serie                                             | Teste di serie                                                      | Non teste di serie                                                       |
| ----------------------------------------------------------------------- | -------------------------------------- | -------------------------------------------------- | -------------------------------------------------------- | ---------------------------------------------------- | --------------------------------------------- | --------------------------------------------------- | -------------------------------------------------------------- | ------------------------------------------------------------------- | ------------------------------------------------------------------------ |
| Rapid Vienna İstanbul Başakşehir Sheriff Tiraspol KÍ Klaksvík Győri ETO | Viking Dundee Utd Anderlecht AIK Nëman | Sparta Praga Omonia Astana RFS Riga Spartak Trnava | Araz Ararat-Armenia Losanna U Craiova Beitar Gerusalemme | AZ Alkmaar Shamrock Rovers Santa Clara Víkingur Paks | Ballkani Vaduz Larne Polіssja Žytomyr Brøndby | Lugano Maccabi Haifa AEK Atene Hajduk Spalato Sabah | Raków Częstochowa Celje Arīs Limassol Levski Sofia Dinamo City | Partizan Beşiktaş Jagiellonia Arda Kărdžali Hammarby Legia Varsavia | Rosenborg Austria Vienna Hibernian Silkeborg St Patrick's Kauno Žalgiris |

#### Risultati
| Squadra 1         | Totale          | Squadra 2           | Andata   | Ritorno     |
| Campioni          | Campioni        | Campioni            | Campioni | Campioni    |
| ----------------- | --------------- | ------------------- | -------- | ----------- |
| Olimpia Lubiana   | 4 - 2           | Egnatia             | 0 - 0    | 4 - 2 (dts) |
| Milsami Orhei     | 3 - 5           | Virtus              | 3 - 2    | 0 - 3       |
| Differdange 03    | 5 - 4           | Levadia Tallinn     | 2 - 3    | 3 - 1 (dts) |
| Víkingur Gøta     | 2 - 3           | Linfield            | 2 - 1    | 0 - 2       |
| Piazzate          |                 |                     |          |             |
| Rapid Vienna      | 4 - 4 (5-4 dtr) | Dundee Utd          | 2 - 2    | 2 - 2 (dts) |
| Sparta Praga      | 6 - 2           | Ararat-Armenia      | 4 - 1    | 2 - 1       |
| AZ Alkmaar        | 4 - 0           | Vaduz               | 3 - 0    | 1 - 0       |
| Lugano            | 4 - 7           | Celje               | 0 - 5    | 4 - 2       |
| KÍ Klaksvík       | 2 - 2 (4-5 dtr) | Nëman               | 2 - 0    | 0 - 2 (dts) |
| Riga FC           | 4 - 3           | Beitar Gerusalemme  | 3 - 0    | 1 - 3       |
| Víkingur          | 3 - 4           | Brøndby             | 3 - 0    | 0 - 4       |
| Hajduk Spalato    | 3 - 4           | Dinamo City         | 2 - 1    | 1 - 3 (dts) |
| Anderlecht        | 4 - 1           | Sheriff Tiraspol    | 3 - 0    | 1 - 1       |
| Losanna           | 5 - 1           | Astana              | 3 - 1    | 2 - 0       |
| Larne             | 0 - 3           | Santa Clara         | 0 - 3    | 0 - 0       |
| Arīs Limassol     | 3 - 5           | AEK Atene           | 2 - 2    | 1 - 3 (dts) |
| Viking            | 2 - 4           | İstanbul Başakşehir | 1 - 3    | 1 - 1       |
| Araz              | 0 - 9           | Omonia              | 0 - 4    | 0 - 5       |
| Ballkani          | 1 - 4           | Shamrock Rovers     | 1 - 0    | 0 - 4       |
| Raków Częstochowa | 2 - 1           | Maccabi Haifa       | 0 - 1    | 2 - 0       |
| AIK               | 2 - 3           | Győri ETO           | 2 - 1    | 0 - 2       |
| U Craiova         | 6 - 4           | Spartak Trnava      | 3 - 0    | 3 - 4 (dts) |
| Polіssja Žytomyr  | 4 - 2           | Paks                | 3 - 0    | 1 - 2       |
| Levski Sofia      | 3 - 0           | Sabah               | 1 - 0    | 2 - 0       |
| Silkeborg         | 2 - 3           | Jagiellonia         | 0 - 1    | 2 - 2       |
| Partizan          | 3 - 4           | Hibernian           | 0 - 2    | 3 - 2 (dts) |
| Baník Ostrava     | 5 - 4           | Austria Vienna      | 4 - 3    | 1 - 1       |
| Rosenborg         | 1 - 0           | Hammarby            | 0 - 0    | 1 - 0       |
| St Patrick's      | 3 - 7           | Beşiktaş            | 1 - 4    | 2 - 3       |
| Kauno Žalgiris    | 0 - 3           | Arda Kărdžali       | 0 - 1    | 0 - 2       |

##### Andata

###### Campioni
| Arbitro: | Edgars Maļcevs |

|                               |           |                          |
| Nwaeze 31’ Khali 61’ Ndon 89’ | Marcatori | 51’, 73’ (rig.) Scappini |

| Arbitro: | Alessandro Dudic |

|                |           |                             |
| Hadji 17’, 60’ | Marcatori | 14’, 52’ Musaba 20’ Ainsalu |

| Lubiana 7 agosto 2025, ore 20:00 CEST ritorno → | Olimpia Lubiana | 0 – 0 referto | Egnatia | Stadio Stožice (3 596 spett.)\| Arbitro: \| John Beaton \| |
| Arbitro:                                        | John Beaton     |               |         |                                                            |

| Arbitro: | Luka Bilbija |

|                                |           |                |
| Hall 3’ (aut.) Jonhardsson 56’ | Marcatori | 9’ Fitzpatrick |

###### Piazzate
| Arbitro: | Cláudio Pereira |

|                              |           |  |
| Joensen 26’ Klettskarð 45+1’ | Marcatori |  |

| Arbitro: | Goga Kikacheishvili |

|                           |           |                       |
| Kakoullis 18’ Goldson 31’ | Marcatori | 9’ Pereyra 14’ Relvas |

| Arbitro: | Ondřej Berka |

|  |           |                                         |
|  | Marcatori | 13’, 22’ Loizou 55’ Ewandro 58’ Jovetić |

| Trondheim 7 agosto 2025, ore 18:00 CEST ritorno → | Rosenborg    | 0 – 0 referto | Hammarby | Lerkendal Stadion (16 077 spett.)\| Arbitro: \| Zorbay Küçük \| |
| Arbitro:                                          | Zorbay Küçük |               |          |                                                                 |

| Arbitro: | Jérémy Muller |

|  |           |           |
|  | Marcatori | 53’ Vutov |

| Arbitro: | Mohammed Al-Hakim |

|                                            |           |                                 |
| Kohut 36’ Buchta 45’ Holzer 49’ Prekop 82’ | Marcatori | 4’ Malone 67’ Fitz 79’ Sarkaria |

| Arbitro: | Lionel Tschudi |

|                                      |           |  |
| Reginaldo Ramires 47’, 63’ Musah 69’ | Marcatori |  |

| Arbitro: | Miguel Nogueira |

|             |           |                                 |
| Svendsen 2’ | Marcatori | 60’ Turuc 79’ Operi 90+4’ Selke |

| Arbitro: | Daniel Schlager |

|                         |           |             |
| Besirovic 7’ Celina 21’ | Marcatori | 79’ Vitális |

| Arbitro: | Jamie Robinson |

|  |           |           |
|  | Marcatori | 15’ Vital |

| Arbitro: | Matthew MacDermid |

|                                                             |           |            |
| Haraslín 25’ Kairinen 33’ Kuchta 60’ Birmancevic 80’ (rig.) | Marcatori | 7’ Balanta |

| Arbitro: | Bastien Dechepy |

|                               |           |  |
| Parrott 29’, 74’ Meerdink 80’ | Marcatori |  |

| Arbitro: | Nenad Minaković |

|                                        |           |  |
| Angulo 17’ Dolberg 48’ Verschaeren 81’ | Marcatori |  |

| Arbitro: | Joakim Östling |

|                                                    |           |  |
| Andrijevs'kyj 41’ Beskorovajnyj 45+1’ Ljednjev 59’ | Marcatori |  |

| Arbitro: | Duje Strukan |

|               |           |  |
| Rupanov 90+8’ | Marcatori |  |

| Arbitro: | Lukasz Kuzma |

|                               |           |           |
| Roche 24’ Sène 43’ Ajdini 72’ | Marcatori | 90’ Bašić |

| Arbitro: | Sander van der Eijk |

|  |           |                                                                      |
|  | Marcatori | 35’ Šturm 44’ (rig.), 84’ (rig.) Kovačević 59’ Zabukovnik 89’ Kvesić |

| Arbitro: | Dmytro Panchyshyn |

|              |           |  |
| Adetunji 56’ | Marcatori |  |

| Arbitro: | Joonas Jaanovits |

|                                     |           |  |
| Baiaram 51’ Al Hamlawi 54’ Mora 81’ | Marcatori |  |

| Arbitro: | Atilla Karaoglan |

|                                    |           |  |
| Hansen 45’ Ekroth 47’ Andrason 83’ | Marcatori |  |

| Arbitro: | David Šmajc |

|           |           |                                            |
| Power 49’ | Marcatori | 8’ João Mário 14’, 23’, 43’ (rig.) Abraham |

| Arbitro: | Luis Godinho |

|                    |           |                          |
| Dahl 27’ Seidl 44’ | Marcatori | 33’ Watters 75’ Sapsford |

| Arbitro: | Sayat Karabayev |

|                        |           |           |
| Durdov 49’ Sanyang 63’ | Marcatori | 37’ Bregu |

| Arbitro: | Adam Ladebäck |

|  |           |                           |
|  | Marcatori | 26’ Wendel 33’, 36’ Silva |

| Arbitro: | Rob Harvey |

|  |           |            |
|  | Marcatori | 61’ Azulay |

| Arbitro: | Philip Farrugia |

|  |           |                       |
|  | Marcatori | 40’, 70’ (rig.) Boyle |

##### Ritorno

###### Campioni
| Arbitro: | Antoni Bandić |

|              |           |                                    |
| Tambedou 92’ | Marcatori | 89’, 105+2’ Buch 119’ (rig.) Hadji |

| Arbitro: | Marek Radina |

|                             |           |  |
| Offord 22’ Olsen 38’ (aut.) | Marcatori |  |

| Arbitro: | Urs Schnyder |

|                 |           |                                                 |
| Lushkja 6’, 86’ | Marcatori | 32’ Jelenković 79’ Marin 99’ Durdov 107’ Blanco |

| Arbitro: | Damian Kos |

|                                         |           |  |
| Scappini 58’ Buonocunto 65’, 79’ (rig.) | Marcatori |  |

###### Piazzate
| Arbitro: | Miloš Milanović |

|           |           |                  |
| Selke 40’ | Marcatori | 34’ (aut.) Bulut |

| Arbitro: | Martin Matoša |

|  |           |                           |
|  | Marcatori | 48’ Lekoueiry 66’ Diakité |

| Arbitro: | Jovan Kachevski |

|                    |           |                             |
| Balanta 31’ (rig.) | Marcatori | 23’ Rrahmani 90+1’ Krasniqi |

| Arbitro: | Mykola Balakin |

|  |           |                       |
|  | Marcatori | 40’ Kirilov 87’ Soula |

| Arbitro: | Halil Umut Meler |

|           |           |            |
| Odede 81’ | Marcatori | 72’ Saliba |

| Arbitro: | Daniel Schlager |

|                    |           |              |
| Szabó 39’ Tóth 49’ | Marcatori | 90+6’ Talles |

| Arbitro: | Lawrence Visser |

|                                |           |  |
| Gavrić 34’ Csongvai 60’ (aut.) | Marcatori |  |

| Arbitro: | Jakob Kehlet |

|                                                          |           |  |
| Semedo 9’ Jovetić 23’ Ewandro 30’, 45+4’ Musiałowski 79’ | Marcatori |  |

| Arbitro: | Vassilis Fotias |

|  |           |               |
|  | Marcatori | 59’ Islamović |

| Arbitro: | Paweł Raczkowsk |

|                                  |           |               |
| Atzili 6’ Muzi 24’ Kangani 90+4’ | Marcatori | 86’ Contreras |

| Arbitro: | Guillermo Cuadra Fernández |

|                                      |           |  |
| Vallys 45+2’, 52’ Bundgaard 57’, 71’ | Marcatori |  |

| Arbitro: | Snir Levy |

|  |           |             |
|  | Marcatori | 88’ Parrott |

| Arbitro: | Allard Lindhout |

|                                         |           |                      |
| Marin 51’ (rig.) Kutesa 104’ Jović 109’ | Marcatori | 62’ (rig.) Kvilitaia |

| Arbitro: | Juan Martínez Munuera |

|                          |           |                                                                  |
| Kovačević 22’ Kvesić 67’ | Marcatori | 13’ (rig.) Grgić 69’ Papadopoulos 81’ Steffen 85’ (rig.) Alioski |

| Arbitro: | Jérôme Brisard |

|  |           |                                      |
|  | Marcatori | 45+1’ Baráth 76’ (rig.) Diaby-Fadiga |

| Arbitro: | António Nobre |

|                                       |           |                                |
| Tıknaz 43’ Abraham 49’ João Mário 79’ | Marcatori | 3’ (rig.) Carty 34’ McLaughlin |

| Arbitro: | Don Robertson |

|                                             |                      |                                                        |
| Borubaev 80’ Pantja 84’                     | Marcatori            |                                                        |
| Parchomienka Kločkov Zubovič Kraŭcoŭ Ahmedi | Tiri di rigore 5 – 4 | Frederiksberg Johannesen Andreasen Johansen Rólantsson |

| Arbitro: | Eric Wattellier |

|               |           |                           |
| Imaz 29’, 35’ | Marcatori | 87’ Berger 90+5’ Gammelby |

| Arbitro: | Ante Čulina |

|                          |           |  |
| Velkovski 8’ Kovačev 12’ | Marcatori |  |

| Arbitro: | Stuart Attwell |

|                                                    |           |                                     |
| Kratochvíl 36’ Nwadike 63’ Azango 68’ Kudlička 80’ | Marcatori | 32’ Baiaram 101’ Băluță 117’ Nsimba |

| Arbitro: | Anastasios Sidīropoulos |

|                                       |                      |                                     |
| Watters 25’, 42’ (rig.)               | Marcatori            | 63’ Antiste 78’ Kara                |
| Fatah Ferry Esselink Ševelj Keresztes | Tiri di rigore 4 – 5 | Kara Mbuyi Radulović Raux-Yao Bolla |

| Arbitro: | Denys Shurman |

|                                        |           |             |
| Zabergja 14’ Qardaku 109’ Berisha 111’ | Marcatori | 99’ Karačić |

| Arbitro: | Juxhin Xhaja |

|               |           |                     |
| Wiesinger 67’ | Marcatori | 45+1’ (rig.) Prekop |

| Arbitro: | Mohammad Al-Emara |

|                                          |           |  |
| Gaffney 45+1’, 48’ Honohan 55’ Burke 67’ | Marcatori |  |

| Ponta Delgada 14 agosto 2025, ore 21:00 CEST ← andata | Santa Clara              | 0 – 0 (tot.: 3-0) referto | Larne | Stadio di São Miguel (4 008 spett.)\| Arbitro: \| Jakob Alexander Sundberg \| |
| Arbitro:                                              | Jakob Alexander Sundberg |                           |       |                                                                               |

| Arbitro: | Radoslav Gidzhenov |

|                          |           |                                              |
| Bowie 60’ C. Cadden 100’ | Marcatori | 17’ Vukotić 44’ J. Milošević 90+6’ A. Kostić |

### Spareggi

#### Sorteggio
Il sorteggio degli spareggi si terrà il 4 agosto 2025.
Agli spareggi partecipano un totale di 48 squadre. Saranno divisi in due percorsi:
- Campioni (10 squadre): 6 squadre perdenti del Terzo turno di Europa League e 4 vincitrici del Terzo turno.
- Piazzate (38 squadre): 5 squadre che entrano in questo turno, 7 squadre perdenti del Terzo turno di Europa League, 26 vincitrici del Terzo turno.

La posizione delle squadre come teste di serie si è basato sui coefficienti UEFA per club del 2024. Per i vincitori del terzo turno di qualificazione, la cui identità non era nota al momento del sorteggio, è stato utilizzato il coefficiente della squadra con il punteggio più alto per ogni accoppiamento. Prima del sorteggio, la UEFA ha diviso le dieci squadre del Percorso Campioni in cinque teste di serie e cinque non teste di serie, e cinque gruppi nel Percorso Piazzate, quattro di 10 squadre (cinque teste di serie e cinque non teste di serie) e uno di 8 squadre (quattro teste di serie e quattro non teste di serie), secondo i principi stabiliti dal Comitato Competizioni per Club.
La prima squadra estratta in ogni accoppiamento è la squadra che giocherà in casa la gara di andata.
| Teste di serie                                     | Non teste di serie                                    |
| -------------------------------------------------- | ----------------------------------------------------- |
| Olimpia Lubiana RFS Riga Drita Breiðablik Linfield | Differdange 03 Ħamrun Spartans Virtus Noah Shelbourne |

| Gruppo 1                                              | Gruppo 1                                                 | Gruppo 2                                                              | Gruppo 2                                                     | Gruppo 3                                                      | Gruppo 3                                                  | Gruppo 4                             | Gruppo 4                              |
| Teste di serie                                        | Non teste di serie                                       | Teste di serie                                                        | Non teste di serie                                           | Teste di serie                                                | Non teste di serie                                        | Teste di serie                       | Non teste di serie                    |
| ----------------------------------------------------- | -------------------------------------------------------- | --------------------------------------------------------------------- | ------------------------------------------------------------ | ------------------------------------------------------------- | --------------------------------------------------------- | ------------------------------------ | ------------------------------------- |
| AZ Alkmaar Anderlecht Celje Rayo Vallecano Strasburgo | KÍ Klaksvík Brøndby AEK Atene Baník Ostrava Levski Sofia | Fiorentina İstanbul Başakşehir Raków Częstochowa Beşiktaş Jagiellonia | Losanna Dinamo City U Craiova Arda Kărdžali Polіssja Žytomyr | Rapid Vienna Crystal Palace Hibernian Shamrock Rovers Šachtar | Santa Clara Servette Fredrikstad Legia Varsavia Győri ETO | Sparta Praga CFR Cluj Omonia Magonza | RFS Riga Wolfsberger Rosenborg Häcken |

#### Risultati
| Squadra 1           | Totale   | Squadra 2       | Andata   | Ritorno  |
| Campioni            | Campioni | Campioni        | Campioni | Campioni |
| ------------------- | -------- | --------------- | -------- | -------- |
| Ħamrun Spartans     | -        | RFS Riga        | -        | -        |
| Shelbourne          | -        | Linfield        | -        | -        |
| Breiðablik          | -        | Virtus          | -        | -        |
| Drita               | -        | Differdange 03  | -        | -        |
| Olimpia Lubiana     | -        | Noah            | -        | -        |
| Piazzate            |          |                 |          |          |
| Strasburgo          | -        | Brøndby         | -        | -        |
| Jagiellonia         | -        | Dinamo City     | -        | -        |
| Šachtar             | -        | Servette        | -        | -        |
| Anderlecht          | -        | AEK Atene       | -        | -        |
| İstanbul Başakşehir | -        | U Craiova       | -        | -        |
| Crystal Palace      | -        | Fredrikstad     | -        | -        |
| Celje               | -        | Baník Ostrava   | -        | -        |
| Raków Częstochowa   | -        | Arda Kărdžali   | -        | -        |
| Hibernian           | -        | Legia Varsavia  | -        | -        |
| Levski Sofia        | -        | AZ Alkmaar      | -        | -        |
| Polіssja Žytomyr    | -        | Fiorentina      | -        | -        |
| Győri ETO           | -        | Rapid Vienna    | -        | -        |
| Nëman               | -        | Rayo Vallecano  | -        | -        |
| Losanna             | -        | Beşiktaş        | -        | -        |
| Santa Clara         | -        | Shamrock Rovers | -        | -        |
| Rosenborg           | -        | Magonza         | -        | -        |
| Sparta Praga        | -        | Rīga            | -        | -        |
| Häcken              | -        | CFR Cluj        | -        | -        |
| Wolfsberger         | -        | Omonia          | -        | -        |

##### Andata

###### Campioni
| Ta' Qali 21 agosto 2025, ore 19:00 CEST ritorno → | Ħamrun Spartans     | – referto | RFS Riga | Stadio di Ta' Qali\| Arbitro: \| Ashot Ghaltakhchyan \| |
| Arbitro:                                          | Ashot Ghaltakhchyan |           |          |                                                         |

| Kopavogur 21 agosto 2025, ore 20:00 CEST ritorno → | Breiðablik    | – referto | Virtus | Kópavogsvöllur\| Arbitro: \| Mikkel Redder \| |
| Arbitro:                                           | Mikkel Redder |           |        |                                               |

| Pristina 21 agosto 2025, ore 20:00 CEST ritorno → | Drita             | – referto | Differdange 03 | Stadio Fadil Vokrri\| Arbitro: \| Mohammed Al-Hakim \| |
| Arbitro:                                          | Mohammed Al-Hakim |           |                |                                                        |

| Lubiana 21 agosto 2025, ore 20:00 CEST ritorno → | Olimpia Lubiana | – referto | Noah | Stadio Stožice\| Arbitro: \| Allard Lindhout \| |
| Arbitro:                                         | Allard Lindhout |           |      |                                                 |

| Dublino 21 agosto 2025, ore 20:45 CEST ritorno → | Shelbourne      | – referto | Linfield | Tolka Park\| Arbitro: \| Vassilis Fotias \| |
| Arbitro:                                         | Vassilis Fotias |           |          |                                             |

###### Piazzate
| Trondheim 21 agosto 2025, ore 18:00 CEST ritorno → | Rosenborg           | – referto | Magonza | Lerkendal Stadion\| Arbitro: \| Oleksii Derevinskyi \| |
| Arbitro:                                           | Oleksii Derevinskyi |           |         |                                                        |

| Györ 21 agosto 2025, ore 19:00 CEST ritorno → | Győri ETO        | – referto | Rapid Vienna | ETO Park\| Arbitro: \| Igor Stojchevski \| |
| Arbitro:                                      | Igor Stojchevski |           |              |                                            |

| Goteborg 21 agosto 2025, ore 19:00 CEST ritorno → | Häcken          | – referto | CFR Cluj | Bravida Arena\| Arbitro: \| Lukas Fähndrich \| |
| Arbitro:                                          | Lukas Fähndrich |           |          |                                                |

| Klagenfurt 21 agosto 2025, ore 19:00 CEST ritorno → | Wolfsberger   | – referto | Omonia | Wörthersee Stadion\| Arbitro: \| António Nobre \| |
| Arbitro:                                            | António Nobre |           |        |                                                   |

| Istanbul 21 agosto 2025, ore 19:45 CEST ritorno → | İstanbul Başakşehir | – referto | U Craiova | Stadio Başakşehir Fatih Terim\| Arbitro: \| Juxhin Xhaja \| |
| Arbitro:                                          | Juxhin Xhaja        |           |           |                                                             |

| Strasburgo 21 agosto 2025, ore 20:00 CEST ritorno → | Strasburgo | – referto | Brøndby | Stade de La Meinau\| Arbitro: \| Genc Nuza \| |
| Arbitro:                                            | Genc Nuza  |           |         |                                               |

| Cracovia 21 agosto 2025, ore 20:00 CEST ritorno → | Šachtar        | – referto | Servette | Stadio municipale\| Arbitro: \| Nicholas Walsh \| |
| Arbitro:                                          | Nicholas Walsh |           |          |                                                   |

| Bruxelles 21 agosto 2025, ore 20:00 CEST ritorno → | Anderlecht     | – referto | AEK Atene | Stadio Constant Vanden Stock\| Arbitro: \| Jérôme Brisard \| |
| Arbitro:                                           | Jérôme Brisard |           |           |                                                              |

| Celje 21 agosto 2025, ore 20:00 CEST ritorno → | Celje          | – referto | Baník Ostrava | Stadio Z'dežele\| Arbitro: \| Elchin Masiyev \| |
| Arbitro:                                       | Elchin Masiyev |           |               |                                                 |

| Sofia 21 agosto 2025, ore 20:00 CEST ritorno → | Levski Sofia | – referto | AZ Alkmaar | Stadio Georgi Asparuhov\| Arbitro: \| Tamás Bognár \| |
| Arbitro:                                       | Tamás Bognár |           |            |                                                       |

| Prešov 21 agosto 2025, ore 20:00 CEST ritorno → | Polіssja Žytomyr | – referto | Fiorentina | Tatran\| Arbitro: \| Aliyar Aghayev \| |
| Arbitro:                                        | Aliyar Aghayev   |           |            |                                        |

| Seghedino 21 agosto 2025, ore 20:00 CEST ritorno → | Nëman          | – referto | Rayo Vallecano | Szeged Grosics Akadémia (0 spett.)\| Arbitro: \| Arda Kardeşler \| |
| Arbitro:                                           | Arda Kardeşler |           |                |                                                                    |

| Praga 21 agosto 2025, ore 20:00 CEST ritorno → | Sparta Praga | – referto | Rīga | Stadion Letná\| Arbitro: \| Enea Jorgji \| |
| Arbitro:                                       | Enea Jorgji  |           |      |                                            |

| Bialystok 21 agosto 2025, ore 20:15 CEST ritorno → | Jagiellonia  | – referto | Dinamo City | Stadio municipale\| Arbitro: \| Marian Barbu \| |
| Arbitro:                                           | Marian Barbu |           |             |                                                 |

| Losanna 21 agosto 2025, ore 20:15 CEST ritorno → | Losanna          | – referto | Beşiktaş | Stadio della Tuilière\| Arbitro: \| Sigurd Kringstad \| |
| Arbitro:                                         | Sigurd Kringstad |           |          |                                                         |

| Londra 21 agosto 2025, ore 21:00 CEST ritorno → | Crystal Palace        | – referto | Fredrikstad | Selhurst Park\| Arbitro: \| Anastasios Papapetrou \| |
| Arbitro:                                        | Anastasios Papapetrou |           |             |                                                      |

| Czestochowa 21 agosto 2025, ore 21:00 CEST ritorno → | Raków Częstochowa | – referto | Arda Kărdžali | Stadio municipale\| Arbitro: \| Michal Očenáš \| |
| Arbitro:                                             | Michal Očenáš     |           |               |                                                  |

| Edimburgo 21 agosto 2025, ore 21:00 CEST ritorno → | Hibernian         | – referto | Legia Varsavia | Easter Road\| Arbitro: \| Mohammad Al-Emara \| |
| Arbitro:                                           | Mohammad Al-Emara |           |                |                                                |

| Ponta Delgada 21 agosto 2025, ore 21:00 CEST ritorno → | Santa Clara  | – referto | Shamrock Rovers | Estádio de São Miguel\| Arbitro: \| Stefan Ebner \| |
| Arbitro:                                               | Stefan Ebner |           |                 |                                                     |